# Horacio Capel Sáez
Horacio Capel Sáez (né le 7 février 1941 à Malaga) est un géographe espagnol, professeur à l'université de Barcelone.

## Biographie
Licencié ès Lettres et philosophie de l'université de Murcie Capel soutient une thèse de sciences géographiques à l'université de Barcelone (1972). Tout au long des années 1970, ses recherches sont consacrées à la géographie, la systémique et la morphologie urbaine. Par la suite, il s'intéresse plus généralement à l’épistémologie et aux problèmes théoriques de la géographie et, vers la fin des années 1980 à la question de l'innovation technique dans ses relations avec le milieu.
Il a été soucieux, tout au long de sa carrière, d'enrichir les sciences géographiques des dernières avancées, sans pour autant se départir du regard critique.

## Écrits (sélection)
- Capitalisme et morphologie urbaine en Espagne, 1975
- Science et philosophie dans la géographie contemporaine, 1980
- Le Modèle Barcelone, Economica, 2009 (traduit de l'espagnol par Juliette Lemerle)

## Distinctions

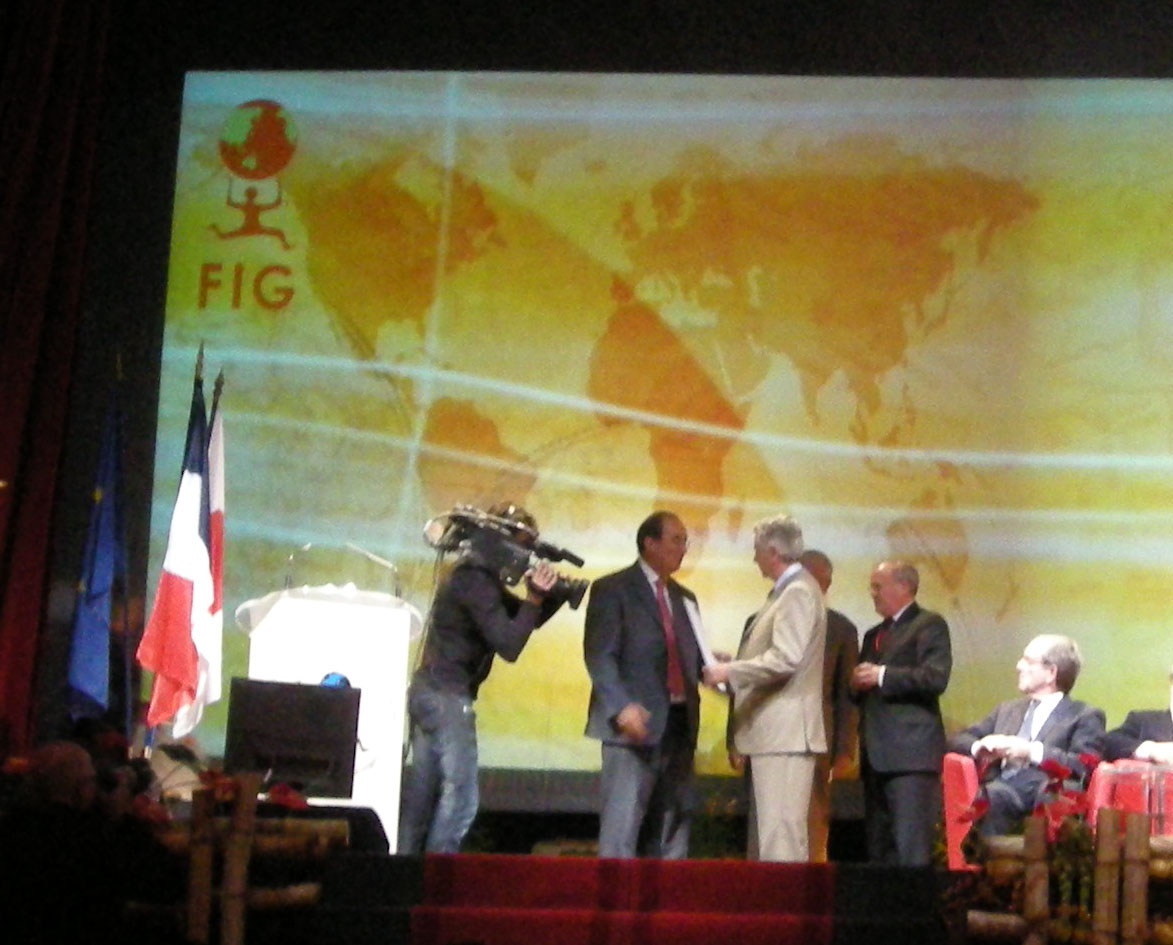
Remise du prix Vautrin-Lud au Festival international de géographie (2008)

Plusieurs fois docteur honoris causa d'universités latino-américaines, il a reçu en 2006 le Preston James Eminent Latin Americanist Career Award de l'American Association of Geographers.
Le 19 mai 2008 un jury international lui décerne le prix Vautrin-Lud qui lui a été remis à Saint-Dié-des-Vosges le 2 octobre 2008 dans le cadre du 19e Festival international de géographie.